# Tunnel transatlantico
Un tunnel transatlantico è un ipotetico tunnel che dovrebbe attraversare l'oceano Atlantico unendo l'America del Nord e l'Europa.
Verrebbero trasportate merci e persone attraverso l'uso di treni, i quali in futuro grazie all'uso di tecnologie avanzate raggiungerebbero velocità previste comprese tra i 500 e gli 8000 km/h.
La maggior parte delle concezioni di un tunnel di questo tipo è relativa ad una galleria tra gli Stati Uniti d'America e l'Inghilterra o più specificatamente tra New York e la città di Londra.
Il primo, ma non il maggiore, ostacolo per la costruzione di un ponte di questo tipo sarebbe il costo il quale sarebbe stimato da 175 fino a 12.000 miliardi di dollari. Vi sarebbe inoltre ad oggi un limite legato ai materiali che potrebbero essere utilizzati.
Le più grandi gallerie oggi esistenti come il tunnel della Manica e la galleria Seikan, pur avendo utilizzato tecnologie di costruzione molto meno costose di quelle che dovrebbero essere impiegate per la costruzione di un eventuale tunnel che attraversi l'Atlantico, sono risultati estremamente costosi anche dal punto di vista della loro successiva gestione operativa.
Un tunnel transatlantico dovrebbe essere ben 88 volte più lungo della galleria di base del San Gottardo e 36 volte più lungo del Delaware Aqueduct che è l'acquedotto della città di New York. Ma a parte la lunghezza, un tunnel di questo tipo non potrebbe correre sul fondo del mare che nell'Atlantico ha profondità medie di diversi Km e potrebbe quindi essere realizzato solo in modalità "sospesa" ad una profondità costante, tenuto in posizione da cavi collegati con il fondo del mare.

## Storia
Per trovare suggerimenti per una struttura di questo tipo occorre andare indietro fino allo scrittore francese Michel Verne, figlio del celebre Jules Verne, il quale nel 1888 scrisse un racconto intitolato Un Express de l'avenir (un espresso del futuro). Il racconto fu pubblicato in inglese sullo Strand Magazine nel 1895 venendo incorrettamente attribuito al padre Jules, un errore ripetuto frequentemente anche oggi..
Nel 1913 la novella Der Tunnel fu pubblicata dall'autore tedesco Bernhard Kellermann. Questa ispirò 4 film con lo stesso nome: uno nel 1914 di William Wauer. Le versioni tedesche, francesi ed inglesi uscirono nel 1933 e nel 1935.
Lo scienziato statunitense Robert Goddard, il padre della missilistica moderna depositò 2 dei suoi 214 brevetti in relazione a questa idea
.
Arthur Charles Clarke citò il tunnel intercontinentale nel suo romanzo di fantascienza La città e le stelle del 1956.
Anche nel romanzo Tunnel Through the Deeps del 1975 dello scrittore Harry Harrison veniva descritto un tunnel sul fondo dell'oceano
Nel 2003 la trasmissione televisiva Megacostruzioni (in inglese Extreme Engineering) del canale Discovery Channel ha messo in onda una puntata intitolata Il Tunnel Transatlantico che discuteva nel dettaglio di una eventuale galleria di questo tipo.
Nell'aprile del 2004 un articolo sulla rivista statunitense Popular Science suggeriva che un tunnel transatlantico sarebbe stato più facilmente realizzabile di quanto ipotizzato.